# Wolin
Wolin (deutsch Wollin [vɔ'li:n]) ist eine Ostsee-Insel in der polnischen Woiwodschaft Westpommern. Sie liegt im polnischen Teil Vorpommerns, etwa 60 km nördlich von Stettin zwischen Pommerscher Bucht und Stettiner Haff. Westlich wird sie von der Swine (polnisch Świna), östlich von der Dziwna (deutsch Dievenow) begrenzt. Sie hat eine Fläche von 265 km² mit Erhebungen bis zu 116 m über dem Meeresspiegel (Grzywacz, deutsch Relixberg). Auf Wolin befinden sich Seebäder, u. a. das bekannte Ostseebad Międzyzdroje (deutsch Misdroy). Wolin ist die mit Abstand größte Insel Polens.

## Geographie
Die Insel lässt sich in drei Naturräume gliedern. Die westliche Halbinsel Przytór (deutsch Pritter), etwa von Międzyzdroje bis zur Swine, besteht aus geologisch sehr jungem Schwemmland, welches durch die Brandung an den Küsten Usedoms und Wollins abgetragen wurde und dann in der Swinemündung eine große Nehrung bildete, auf der nachfolgende Dünen abgelagert wurden. Der Zentralteil der Insel, der auch die größten Erhebungen aufweist, ist eine Stauchmoräne, die in der jüngsten, der Weichseleiszeit entstanden ist. Der Osten der Insel wird eher von flachen bis flachwelligen Grundmoränenflächen geprägt. Aufgrund der geringen Höhe über dem Meeresspiegel sind die Niederungen im Ostteil großflächig vermoort.

## Geschichte
Reiche Funde mittel- und neusteinzeitlicher Waffen und Geräte zeugen von einer frühen Besiedlung Wollins. Während der Bronzezeit, die hier um 1800 v. Chr. begann, befand sich die Insel im Gebiet des Nordischen Kreises. Später siedelten hier ostgermanische Stämme. Noch im Jahre 2004 konnte bei der Stadt Wollin ein etwa 2000 Jahre altes germanisches Grab freigelegt werden. Im Zuge der Völkerwanderung verließen die Germanen die Insel. Jahrhunderte später, um 700 n. Chr., rückten slawische Wenden aus dem Osten nach. Als Ackerbauern, Viehzüchter und Fischer errichteten sie Rundlingsdörfer an den Strömen und Seen. Die bedeutendste Ansiedlung der Insel war die Stadt Wollin, die den Zenit ihrer Entwicklung im Mittelalter erreicht hatte. Die angehäuften Reichtümer – auch die Schatzkammer im Tempel des dreiköpfigen Triglav war prall gefüllt – erzeugten Begehrlichkeiten bei den Nachbarn.
Um das Jahr 1000 unternahmen die Wikinger wiederholt Kriegszüge gegen die Insel und gründeten hier Handelsniederlassungen, zu deren Schutz sie Burgen errichteten. Die bekannteste unter ihnen war die Jomsburg, die den Hintergrund für die Vinetasage bildete. Aber nicht nur die Dänen und die Schweden, auch die Deutschen versuchten, die Wolliner zu unterwerfen. Immer wieder gab es auch Kriegszüge der Polen. So überfiel im Jahre 967 der polnische Herzog Mieszko I., der Kaiser Otto I. tributpflichtig war, Wollin. Als um 1120 Julin (Wollin) von einer schwedischen Flotte und einem polnischen Landheer belagert wurde, musste der Pommernherzog Wartislaw I., der bereits den Vogel Greif im Wappen führte, kurzzeitig die Oberherrschaft Polens anerkennen und zudem die Annahme des Christentums und einen jährlichen Tribut versprechen.
Um seinen Einfluss auf Pommern zu vergrößern, entsandte der Polenherzog im Jahre 1124 seinen ehemaligen Lehrer, den Bischof Otto von Bamberg, nach Wollin. Dieser hatte mit Zustimmung des Kaisers und des Papstes den Auftrag zur Missionierung der pommerschen „Heiden“ angenommen. Der im 12. Jahrhundert vollzogenen Christianisierung folgte die Germanisierung Wollins. Um ihre Unabhängigkeit von Polen zu festigen, hatten die pommerschen Herzöge deutsche Ritter und Ratgeber sowie deutsche und dänische Siedler ins Land geholt. Die Wenden wurden – vor allem durch den Einfluss der christlichen Kirche – assimiliert und gaben schließlich auch ihre Sprache auf.
Die Zeit um 1400 – eine Blütezeit deutscher Piraterie in der Ost- und Nordsee – wird auf der Insel mit der Seeräuberin Stina in Verbindung gebracht. Den Überlieferungen nach war sie auch Gefährtin und Verbündete Klaus Störtebekers. Sie operierte aber mit einer kleinen Freibeuterschar auch eigenständig von Wollin aus in der Pommerschen Bucht. Nachdem ein Großteil der Briganten mit Störtebeker an der Spitze 1401 auf einer Elbinsel vor Hamburg hingerichtet worden war, ging auch Stina mit ihren Mannen den Häschern ins Netz. Danach wurden sie allesamt im Jordansee ertränkt. Auch in ihrem Fall sind historisches Geschehen und dessen Wiedergabe in Sagen bis in die Gegenwart nicht immer eindeutig zu trennen. Stina bleibt jedoch die einzige bekannte deutsche Seeräuberin.
Während des Dreißigjährigen Krieges besetzte im Jahre 1627 der kaiserliche General Wallenstein von der katholischen Liga die Insel. Als dann drei Jahre später der Schwedenkönig Gustav Adolf bei Peenemünde anlandete, räumten die Landsknechte Wallensteins die geschundene Insel Wollin widerstandslos. Nach dem Westfälischen Frieden von 1648 zählte Wollin zu Schwedisch-Vorpommern. In der Folgezeit führte der Große Kurfürst Friedrich Wilhelm von Brandenburg mehrere siegreiche Kriege gegen die Schweden. Entsprechend dem Erbfolgevertrag hätte nach dem Tode des Pommernherzogs Bogislaw XIV. ganz Pommern an Brandenburg fallen müssen. Ludwig XIV. wusste das jedoch zu verhindern. Schließlich wurden im Jahre 1713 König Friedrich Wilhelm I. von Preußen durch einen Vergleich mit dem russischen Fürsten Alexander Danilowitsch Menschikow und mit Polen die Inseln Wollin und Usedom eingeräumt. Im Stockholmer Frieden von 1720 fielen Stettin und die beiden Inseln an Preußen. Unter Friedrich II. gab es erstmals eine nachhaltige ökonomische Entwicklung Wollins. Die Wälder wurden planmäßig genutzt, Schulen gebaut, neue Büdnerstellen geschaffen, Dünen befestigt, das Dannenberger Bruch melioriert, der Hafenbau in Swinemünde forciert und vieles mehr.
Der Kriegszug Napoleons warf die Insel wiederum um Jahrzehnte zurück. Allein die Stadt Wollin musste 600 französische Soldaten beherbergen und verpflegen. Dem Sieg über Napoleon im Jahre 1813 folgte eine Zeit relativen Wohlstands, in der sich die Einwohnerzahl der Insel nahezu verdoppelte. Vor allem Ostswine, Kalkofen, Pritter und Kolzow sowie die Badeorte Misdroy, Neuendorf, Heidebrink, West-Dievenow, Swantus und Osternothafen trugen zu dieser Entwicklung bei.
Nach der Reichsgründung im Jahre 1871 wurde Wollin Teil des Deutschen Reiches. In der Endphase des Zweiten Weltkrieges wurde Wollin von der Roten Armee eingenommen. Anschließend wurde die Insel unter polnische Verwaltung gestellt. Es siedelten sich nun Polen und Ukrainer an, die zunächst größtenteils aus den an die Sowjetunion gefallenen Gebieten östlich der Curzon-Linie kamen. Sofern sie nicht vor der Roten Armee geflohen war, wurde die deutsche Zivilbevölkerung aufgrund der Bierut-Dekrete in der Folgezeit vertrieben. Heute heißt die Insel Wolin und gehört zu Polen.

## Orte auf Wolin

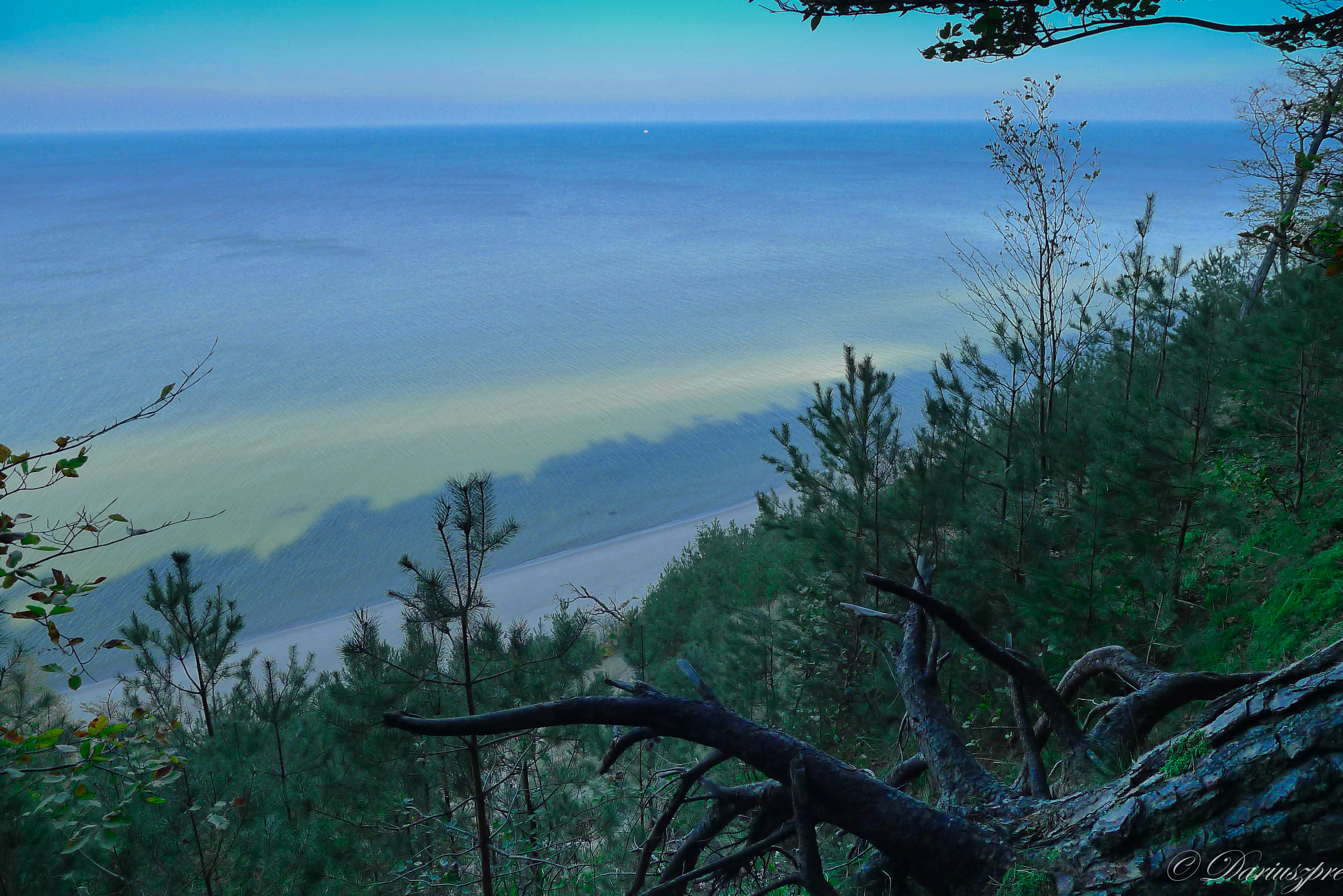
Strand im Nationalpark Wolin

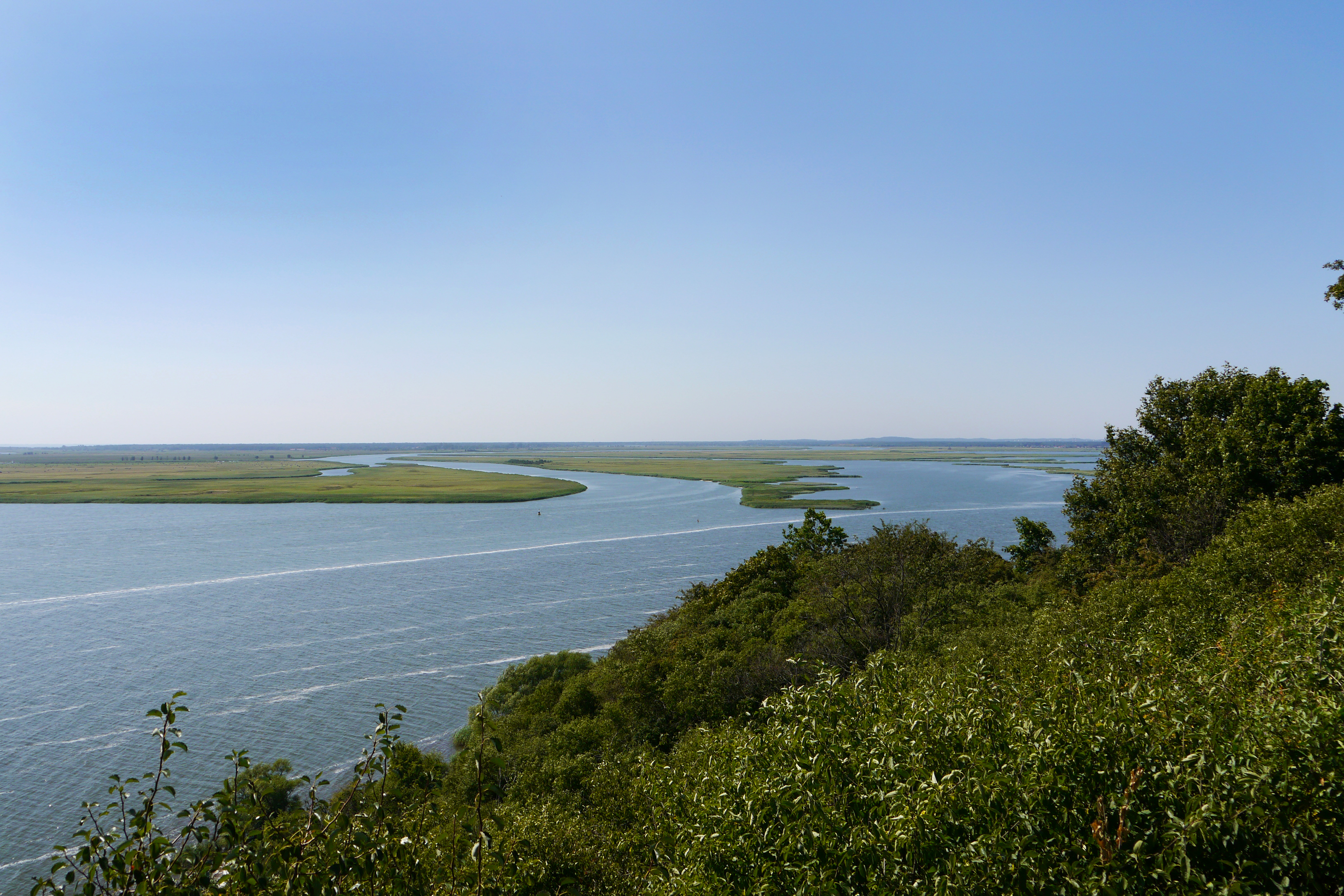
Haffseite bei Lubin

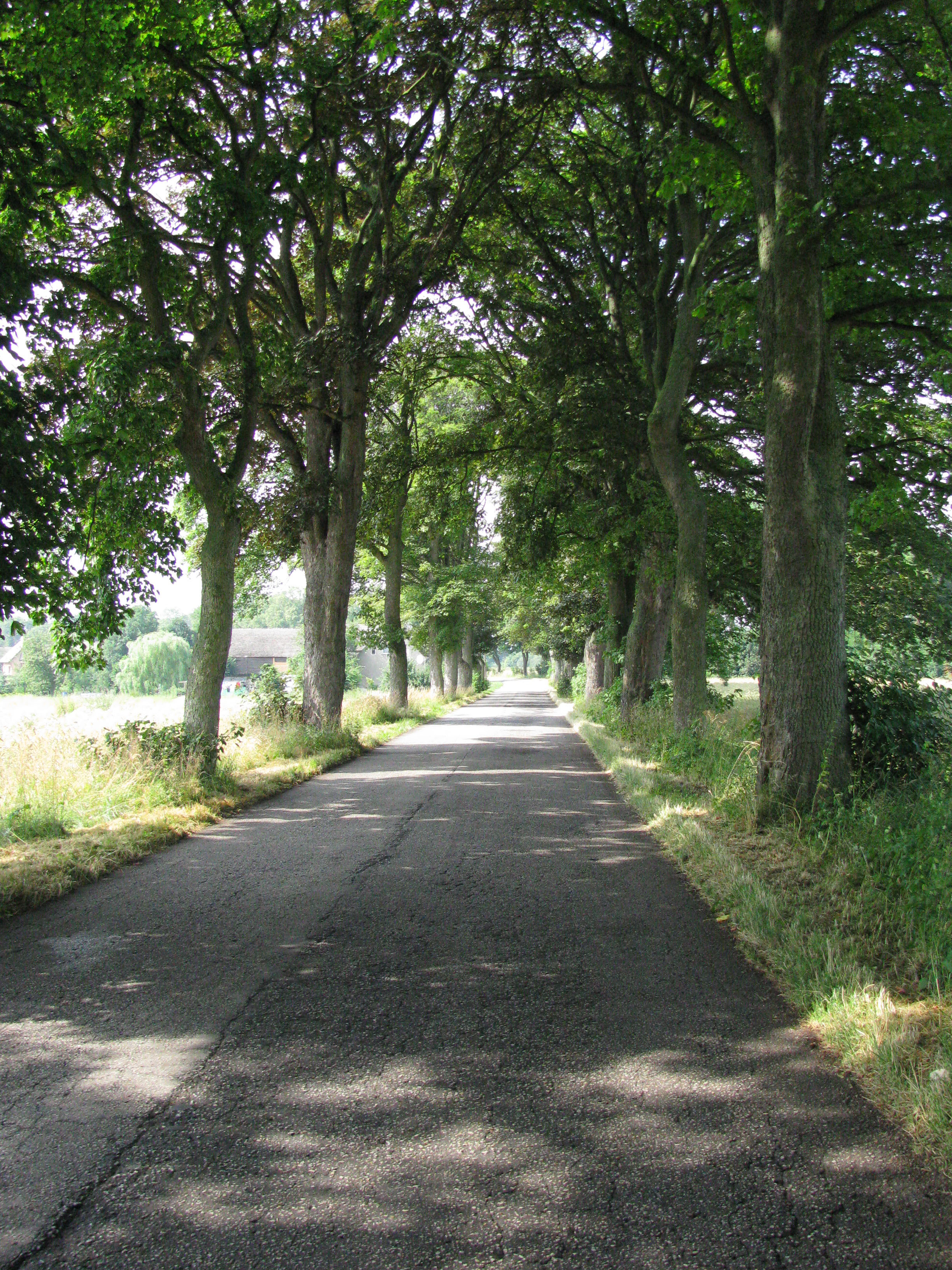
Relikt aus dem 19. Jahrhundert: Eine der vielen Alleen auf der Insel, hier Kołczewo–Wolin

- Die Ortsteile Warszów (Ostswine), Ognica (Werder), Przytór (Pritter), Łunowo (Haferhorst) und Chorzelin (Osternothafen) der Stadt Świnoujście (Swinemünde)
- Międzyzdroje (Misdroy)
- Wolin (Wollin)
- Międzywodzie (Heidebrink)
- Wisełka (Neuendorf auf der Insel Wollin)
- Kołczewo (Kolzow)
- Świętoujść (Swantus)
- Wapnica (Kalkofen)
- Kodrąb (Codram)
- Łuskowo (Lüskow)
- Warnowo (Warnow)
- Dargobądz (Dargebanz)
- Lubin (Lebbin)
- Wicko (Vietzig)
- Mokrzyca Mała (Klein Mokratz)
- Mokrzyca Wielka (Groß Mokratz)
- Darzowice (Darsewitz)
- Jarzębowo (Jarmbow)

## Verkehr
Es bestehen Fährverbindungen von Świnoujście nach Ystad (Schweden) und nach Kopenhagen. Das Swinemünder Fährterminal liegt auf der Insel Wolin. Straßenbrücken über die Dziwna bei der Stadt Wolin und bei Dziwnów (deutsch Dievenow) sowie eine Eisenbahnbrücke bei Wolin führen auf das polnische Festland (Verbindung nach Stettin). Die wichtigste Straßenverbindung ist die Landesstraße 3 (droga krajowa 3), welche zugleich ein Teilstück der Europastraße 65 ist.
Die Inseln Usedom und Wolin sind durch Fähren verbunden, die bei Świnoujście und Karsibór die Swine überqueren. Bereits im Jahre 1936 war der Bau eines Tunnels geplant, der Swinemünde mit der Insel Wollin verbinden sollte. Das Projekt wurde wegen des Ausbruchs des Zweiten Weltkrieges 1939 nicht verwirklicht, ist aber nunmehr wieder im Gespräch, wegen der Zunahme des Straßenverkehrs seit Öffnung der Grenzübergänge nach Deutschland. Der am 30. Juni 2023 eingeweihte Swinetunnel bindet Wolin direkt nach Westen an.
Die Insel ist über die Bahnstrecke Szczecin Dąbie–Świnoujście von Stettin (Szczecin) aus angebunden. Die Verbindung mit der Bahnstrecke Ducherow–Heringsdorf–Wolgaster Fähre auf der Usedomer Seite von Swinemünde über ein Trajekt nach Ostswine wurde 1945 eingestellt und endet daher derzeit im Bahnhof Świnoujście Centrum.
Des Weiteren wird in Swimenünde ein Contanerhafen errichtet.

## Tourismus

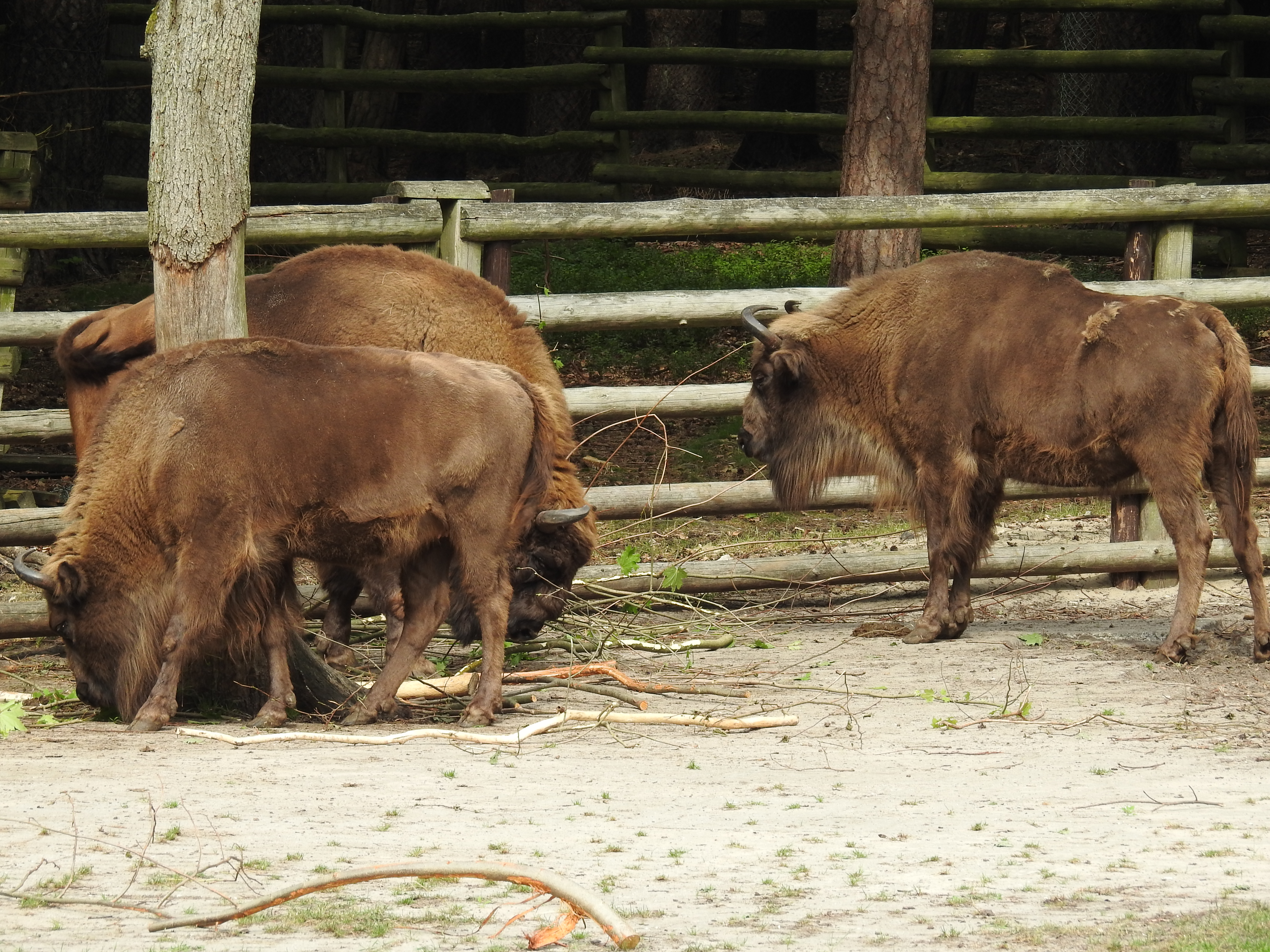
Wisent-Schaugehege im Nationalpark Wolin

Wegen seiner schönen Ostseestrände (insbesondere in Międzyzdroje, Wisełka und Międzywodzie) ist Wolin im Sommer ein beliebtes Ferienziel. Eine weitere Touristenattraktion ist der 1960 gegründete Wolliner Nationalpark. Dieser umfasst derzeit eine Fläche von knapp 11.000 ha und verfügt über einen kleinen Wildpark nahe Międzyzdroje. Dort gibt es u. a. eine Herde der beinahe ausgestorbenen Wisente zu sehen.

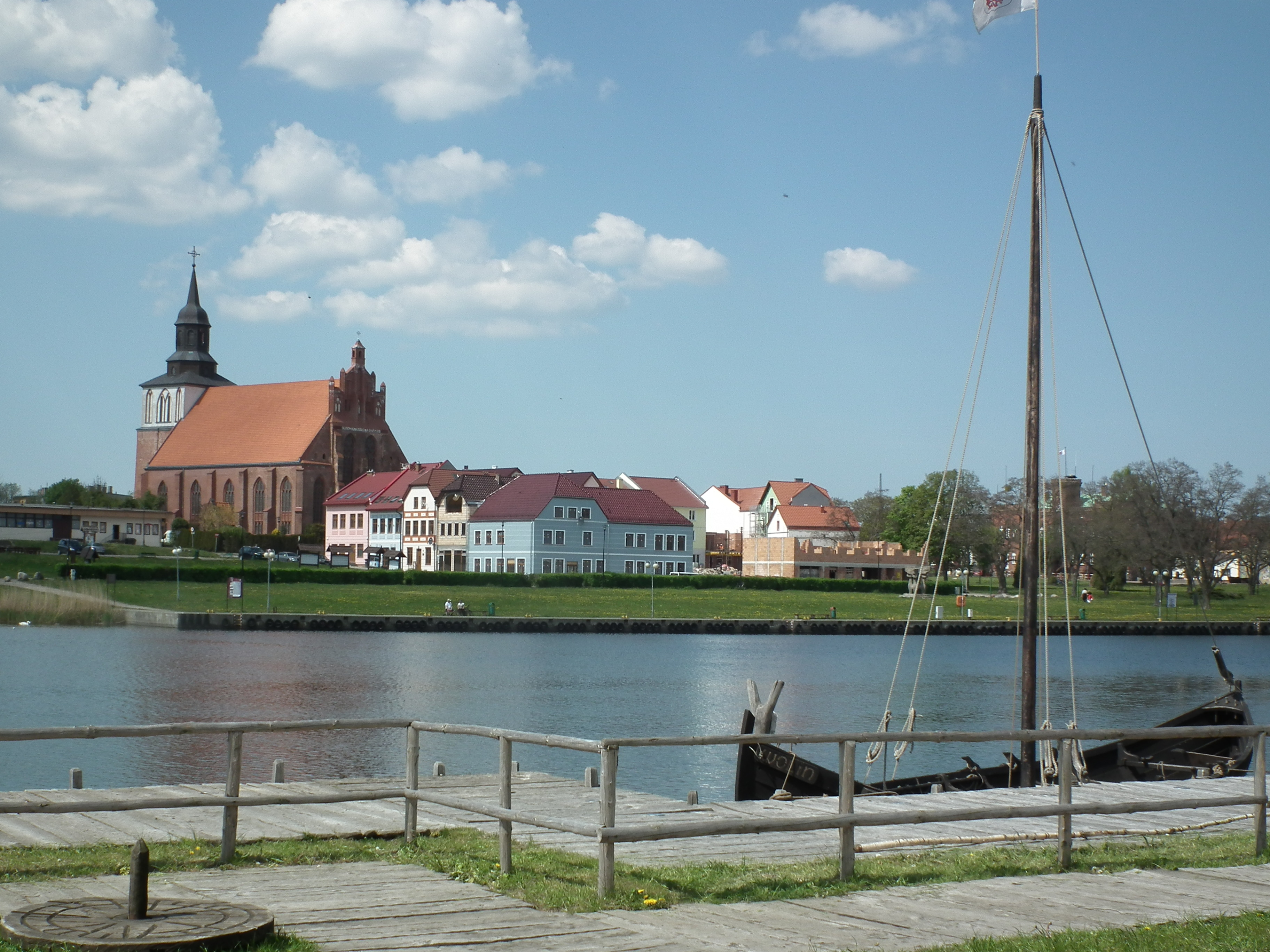
Blick auf die Stadt Wolin

Interessant sind auch die Stadt Wolin (Stadt des pommerschen Reformators Johannes Bugenhagen) sowie die Orte Wapnica (Kalkofen) mit seinem türkisfarbenen See (die ehemalige Kreidegrube der Großeltern des bekannten Mediziners Carl Ludwig Schleich) und Lubin (Lebbin) mit seinem slawischen Burgwall.